# ひとりじゃない (SEVENTEENの曲)
『ひとりじゃない』（英: Not Alone）は、韓国の男性アイドルグループSEVENTEENの楽曲である。日本3rdシングルとして2021年4月21日にPLEDIS JAPANよりリリースされた。

## 背景とリリース
シングルとしては、前作「舞い落ちる花びら (Fallin' Flower)」以来約1年ぶりのリリースとなる。ミニアルバムを含めると前作「24H」以来約7ヶ月ぶりのリリース。
初回限定盤A・B・C・Dの4形態、通常盤、ファンクラブ会員限定のCARAT盤の計6形態でのリリース。初回限定盤A・B・Cには36ページのフォトブック、初回限定盤DにはM∞CARD、通常盤には16ページのフォトブック、CARAT盤にはBlu-rayが付属。全形態にそれぞれの形態のバージョンのフォトカードが付属されている。また、全初回限定盤また通常盤をLoppi・HMV&BOOKS online・HMV店舗で購入した場合「リリースイベントエントリーカード」が付属、CARAT盤には「ファンクラブ限定イベント エントリーカード」を付属している。
収録曲は、表題曲『ひとりじゃない』の他に、1stスペシャルアルバム「DIRECTOR'S CUT」に収録されている『지금 널 찾아가고 있어 (Run to You)』の日本語バージョンと2ndスペシャルアルバム「; [Semicolon] 」のリード曲である『HOME;RUN』の日本語バージョンの全3曲が収録されている（全形態共通）。
2021年2月2日に発売決定が発表された。4月15日に各配信サイトにて全曲配信スタートした。4月18日にミュージックビデオが公開された。

## プロモーション
- リリースイベント
  - 2021年4月27日、スペシャルトークショー「SEVENTEEN JAPAN 3RD SINGLE 「ひとりじゃない」発売記念 SPECIAL TALK SHOW」、スペシャルファンミーティング「SEVENTEEN 2021 JAPAN SPECIAL FANMEETING 'HARE'」を開催予定[10]。
  - 2021年5月30日、SEVENTEEN JAPAN 3RD SINGLE 「ひとりじゃない」発売記念リリースイベント（オンラインファンミーテイング）が開催予定[11]。
  - 2021年6月5日、発売記念メンバー個別オンラインミート＆グリートを開催予定[12]。
- ライブパフォーマンス
  - 2021年4月19日（18日深夜）放送の『Love music』（フジテレビ系）にて世界初披露された[13]。

## トラックリスト
| #         | タイトル                       | 作詞                                                     | 作曲                                   | 編曲                            | 時間 |
| --------- | ------------------------------ | -------------------------------------------------------- | -------------------------------------- | ------------------------------- | ---- |
| 1.        | 「ひとりじゃない」             | WOOZI, BUMZU, 日本語詞：Haru.Robinson                    | WOOZI, BUMZU, PARK KITAE (PRISMFILTER) | PARK KITAE (PRISMFILTER)        | 3:18 |
| 2.        | 「Run to You -Japanese ver.-」 | WOOZI, BUMZU, 日本語詞：barbora                          | WOOZI, BUMZU, PARK KITAE (PRISMFILTER) | BUMZU, PARK KITAE (PRISMFILTER) | 3:14 |
| 3.        | 「HOME;RUN -Japanese ver.-」   | WOOZI, BUMZU, Vernon, SEUNGKWAN, 日本語詞：Haru.Robinson | WOOZI, BUMZU, Nmore (PRISMFILTER)      | BUMZU, Nmore (PRISMFILTER)      | 3:04 |
| 合計時間: | 合計時間:                      | 合計時間:                                                | 合計時間:                              | 合計時間:                       | 9:36 |

| #  | タイトル                                               | 作詞 | 作曲・編曲 |
| -- | ------------------------------------------------------ | ---- | ---------- |
| 1. | 「「ひとりじゃない」ミュージックビデオメイキング映像」 |      |            |

| #  | タイトル                           | 作詞 | 作曲・編曲 |
| -- | ---------------------------------- | ---- | ---------- |
| 1. | 「ジャケット撮影時メイキング映像」 |      |            |